# Basrarohrsänger
Der Basrarohrsänger (Acrocephalus griseldis) ist ein Singvogel aus der Gattung der Rohrsänger (Acrocephalus) und der Familie der Rohrsängerartigen (Acrocephalidae).
Die Art kommt als Brutvogel und Sommervogel im Irak im Osten am Euphrat und Tigris und im Südwesten des Irans vor. Sie überwintert in Ostafrika von Somalia bis Mosambik und Malawi. Kürzlich nachgewiesen wurden Bruten in Kuwait und Israel.
Das Verbreitungsgebiet umfasst Schilf, Rohrkolben und ähnliche dichte Wasserpflanzen. Auch im Winterquartier werden dichtes Dickicht in Wassernähe mit feuchtem Untergrund und saisonal überflutete Lebensräume bevorzugt.
Das Artepitheton könnte von lateinisch griseus ‚grau‘ kommen, die Ableitung ist jedoch ungewiss.
Früher wurde die Art als konspezifisch mit dem Drosselrohrsänger (Acrocephalus arundinaceus) angesehen.

## Merkmale
Die Art ist 17–18 cm groß und wiegt zwischen 12 und 29 g. Dieser Rohrsänger ist mittelgroß, größer als der Teichrohrsänger und kleiner und schlanker als der Drosselrohrsänger, schlank mit langem schmalen Schnabel, relativ langen Flügeln und kurzem dunklem Schwanz. Er hat einen deutlichen weißlichen Überaugenstreif, der deutlich hinter das Auge reicht und durch einen dunklen Augenstreif und Bartstreif betont wird. Die Oberseite ist ziemlich gleichförmig kühl Olivbraun oder Grau. Die Steuerfedern sind dunkel, die Kehle ist weiß, die Unterseite weißlich mit Gelbbraun an der Brust und den Flanken. Manchmal ist die Brust etwas leicht gestreift. Die Iris ist dunkel, der Schnabel auf der Oberseite dunkelbraun, auf der Unterseite rosafarben. Die Füße sind grau. Die Geschlechter unterscheiden sich nicht. Jungvögel sind heller gefärbt mit wärmerer Oberseite und dunklerer etwas zimtfarbener Färbung der Unterseite.
Die Art ist monotypisch.

## Verbreitung und Lebensraum

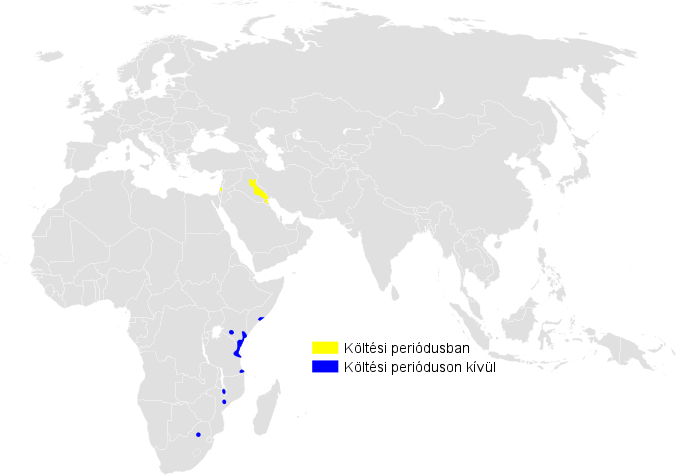
Verbreitung des Basrarohrsängers (Acrocephalus griseldis):
Brutgebiete
Überwinterungsgebiete

Dieser Zugvogel zieht August/September aus seinem Brutgebiet über die Arabische Halbinsel, das Rote Meer nach Nordostafrika und wird an den Küsten des Sudans Ende August bis Mitte Oktober, in Äthiopien noch bis in frühen Dezember beobachtet. Er erreicht das Winterquartier in Kenia im September, in Malawi im Dezember. Ende März Anfang April kehrt er wieder zurück.

## Stimme
Ruft vor dem Auffliegen, heiser und unmelodisch, wie schimpfend. Der Gesang wird als „chuc-chuc-churruc-churruc-chuc“  ähnlich dem des Drosselrohrsängers, aber wesentlich langsamer, unrhythmischer beschrieben.

## Lebensweise
Die Nahrung besteht wohl hauptsächlich aus Insekten.
Zur Brutzeit liegen keine Informationen vor.

## Gefährdungssituation und Bestand
Die Art wird in der Roten Liste der IUCN als stark gefährdet (Endangered) eingestuft und der heutige Gesamtbestand wird auf 1500 bis 7000 adulte Individuen geschätzt. Die Einstufung wird mit einem rapiden Bestandsrückgang von 70 bis 80 % der Gesamtpopulation seit den 1970er-Jahren durch massive Wasserbaumaßnahmen im südlichen Irak wie beispielsweise Entwässerung der Sumpfgebiete und Bau von Staudämmen begründet, wodurch der Basrarohrsänger Opfer von Habitatverlust in seinem Verbreitungsschwerpunkt wurde; bis 1997 verlor er so zwei Drittel seines passenden Habitats. Zwar begann man im Jahr 2003 mit der Wiederbewässerung der Sumpfgebiete, sodass im Jahr 2006 58 % der ursprünglichen Sumpffläche wiederhergestellt waren und sich der Gesamtbestand auf ca. 4500 Brutpaare stabilisierte, allerdings ist die Art durch Dürren und den Bau neuer Staudämme weiterhin bedroht, weswegen ein erneuter Bestandsrückgang im nächsten Jahrzehnt befürchtet wird. Außerdem ist eines der wichtigsten Überwinterungsgebiete, das Tanadelta in Kenia, durch Pläne, das Gebiet zugunsten intensiver Landwirtschaft trockenzulegen und die Schilfbestände abzuholzen, gefährdet.